# استر کرومباخووا
اِستِر کرومباخووا (چکی: Ester Krumbachová؛ ۱۲ نوامبر ۱۹۲۳ – ۱۳ ژانویهٔ ۱۹۹۶) فیلمنامه‌نویس، طراح صحنه و لباس، طراح صحنه، نویسنده و کارگردان اهل کشور جمهوری چک بود. او به‌خاطر مشارکت‌هایش در سینمای موج نوی چک در دهه ۱۹۶۰، از جمله همکاری با کارگردان‌هایی چون ویه‌را خیتیلووا و یان نیمتس شناخته شده‌است.
از فیلم‌ها یا برنامه‌های تلویزیونی که وی در آن نقش داشته‌است می‌توان به بابونه‌ها اشاره کرد.